# واجبات الحج

مراحل رحلة الحج.

واجبات الحج حج رسول الله ﷺ فأرى الناس مناسكهم، ومنها واجبات الحج، وهي: الإحرام من الميقات، والوقوف بعرفة، والمبيت بمزدلفة، والمبيت بمنى في ليالي التشريق، ورمي الجمرات، والحلق أو التقصير، وطواف الوداع، واجبات الحج هي ما يجب على الحاج فعله أثناء تأدية الحج، ومن تركها فعليه فدية، وحجّه صحيح.

## الواجبات

### الإحرام من الميقات
لقوله ﷺ:«هن لهن، ولمن أتى عليهن ممن أراد الحج أوالعمرة»، وهو نية الدخول في النسك من حجٍّ أو عمرة، والميقات:، ما حُدِّدَ ووُقِّتَ للعبادة: من زمان، ومكان، والتوقيت التحديد، وهو في الاصطلاح موضع العبادة وزمانها، والمقصود به هنا؛ ما حدَّد الشارع للإحرام من المكان والزمان، والمواقيت نوعان:
1. المواقيت الزمانية: وتبتدئ بدخول شهر شوال، وتنتهي إما بعشر ذي الحجة أي بيوم العيد، أو بآخر يوم من أيام ذي الحجة وهو القول الراجح.[8]
2. المواقيت المكانية: وهي خمسة: ذو الحليفة والجحفة وقرن المنازل ويلملم وذات عرق، هن لأهلن، ولمن مر عليهن من غير أهلهن ممن يريد الحج أو العمرة، ومن كان منزله دونهن فمهلّه من منزله حتى أهل مكة يهلون من مكة.[9]

### الوقوف بعرفة
أجمع أهل العلم على أن الوقوف بعرفة ركن من أركان الحج؛ بل من أهم أركانه ومن فاته الوقوف فلا حج له، فعليه أن يتحلل بعمل العمرة أي يطوف بالبيت ويسعى بين الصفا والمروة ويحلق رأسه، وعليه الحج من العام المقبل، سواءً كان حجه واجباً أو تطوعاً، لأن تمام الحج واجب على كل حال، عملاً بقوله تعالى:﴿وَأَتِمُّوا الْحَجَّ وَالْعُمْرَةَ لِلَّهِ﴾ [البقرة:196].
"والأفضل أن يحرم بالحج يوم الثامن من ذي الحجة ثم يخرج إلى منى فيمكث فيها بقية يومه، ويبيت ليلة التاسع ثم يذهب إلى عرفة ضحى، وهذا على سبيل الفضيلة، فلو خرج إلى عرفة من غير أن يذهب قبلها إلى منى فقد ترك الأفضل، ولكن لا إثم عليه".
ويمتد زمن الوقوف بعرفة من طلوع فجر اليوم التاسع إلى طلوع فجر يوم النحر فإذا لم يتمكن الحاج من الوقوف في نهار اليوم التاسع فوقف في الليل بعد الانصراف كفاه ذلك حتى لو لم يقف بعرفة إلا آخر الليل قبيل الصبح ويكفيه ولو بضع دقائق، وكذا لو مر من عرفات وهو سائر على سيارته أجزأه ذلك، ولكن الأفضل أن يحضر في الوقت الذي يقف فيه الناس ويشاركهم في الدعاء عشية عرفة.

### المبيت بمزدلفة
لمبيت بمزدلفة ليلة العيد، واجب على الصحيح من أقوال أهل العلم ومن تركه فعليه دم، ﴿لَيْسَ عَلَيْكُمْ جُنَاحٌ أَنْ تَبْتَغُوا فَضْلًا مِنْ رَبِّكُمْ فَإِذَا أَفَضْتُمْ مِنْ عَرَفَاتٍ فَاذْكُرُوا اللَّهَ عِنْدَ الْمَشْعَرِ الْحَرَامِ وَاذْكُرُوهُ كَمَا هَدَاكُمْ وَإِنْ كُنْتُمْ مِنْ قَبْلِهِ لَمِنَ الضَّالِّينَ ۝١٩٨﴾ [البقرة:198] فإذا وصل الحاج مزدلفة صلى بها المغرب ثلاث ركعات، والعشاء ركعتين، جمعاً بأذانٍ واحدٍ وإقامتين من حين وصوله؛ لفعل النبي ﷺ؛ سواء وصل إلى مزدلفة في وقت المغرب أو بعد دخول وقت العشاء، يبيت الحاج في هذه الليلة بمزدلفة، ويحرص أن ينام مبكراً؛ ليكون نشيطاً لأداء مناسك الحج يوم النحر، يجوز للضعفة من النساء، والصبيان، ونحوهم أن ينزلوا من مزدلفة إلى منى بعد منتصف الليل ومغيب القمر.

### رمي الجمرات
الرمي أيام التشريق واجب من واجبات الحج عند جماهير العلماء، للأدلة الآتية:
- الدليل الأول: حديث جابر قال: "رأيت النبي ﷺ يرمي على راحلته يوم النحر، ويقول: "لتأخذوا مناسككم؛ فإني لا أدري لعلي لا أحج بعد حجتي هذه".[15]
- الدليل الثاني: رمي النبي ﷺ في أيام التشريق الجمار الثلاث بعد الزوال، وقد قال: "خذوا عني مناسككم لعلِّي لا أراكم بعد عامي هذا.[16] وأَرْدَفَ النَّبِي ﷺ الْفَضْلَ، فَأَخْبَرَ الْفَضْلُ أَنَّهُ لَمْ يَزَلْ يُلَبِّي حَتَّى رَمَى الْجَمْرَةَ.[17]
- الدليل الثالث: أمر الله بذكره في أيام التشريق، فقال:﴿وَاذْكُرُوا اللَّهَ فِي أَيَّامٍ مَعْدُودَاتٍ فَمَنْ تَعَجَّلَ فِي يَوْمَيْنِ فَلَا إِثْمَ عَلَيْهِ وَمَنْ تَأَخَّرَ فَلَا إِثْمَ عَلَيْهِ لِمَنِ اتَّقَى وَاتَّقُوا اللَّهَ وَاعْلَمُوا أَنَّكُمْ إِلَيْهِ تُحْشَرُونَ ۝٢٠٣﴾ [البقرة:203]، فالحجاج مأمورون بذكر الله في منى، وليس في منى ذكر ينفرد به الحج إلا ذكر الجمار؛ لحديث عائشة ، ترفعه: "إنما جعل الطواف بالبيت، وبين الصفا والمروة، ورمي الجمار لإقامة ذكر الله،[18] قال العلامة الشنقيطي رحمه الله: "اعلم أن الرمي في أيام التشريق واجب يجبر بدم عند جماهير العلماء، على اختلافٍ بينهم في تعدد الدماء فيه، وعدم تعددها، ولا خلاف بينهم أنه ليس بركن.[19]

### الحلق أو التقصير
إذا فرغ الحاج من ذبح هديه، حلق رأسه أو قصَّره، والحلق أفضل للرجل؛ لأن النبي ﷺ دعا بالرحمة والمغفرة للمحلقين ثلاث وللمقصرين مرة واحدة؛ لحديث عبد اللَّه بن عمر: أن رسول اللَّه ﷺ قال: (رحم اللَّه المحلقين)، قالوا: والمقصرين يا رسول اللَّه، قال: (رحم اللَّه المحلّقين)، قالوا: والمقصرين يا رسول اللَّه، قال: (رحم اللَّه المحلقين)، قالوا: والمقصرين يا رسول اللَّه؟ قال: (والمقصرين)، وبأي شيء قصر الشعر أجزأه وكذلك إن نتفه أو أزاله بنورة لأن القصد إزالته، أما المرأة فليس عليها إلا التقصير تأخذ من كل قرن قدر الأنملة أو أقل.

### المبيت بمِنى ليالي أيام التشريق.
المبيت بمنى ثلاث ليال، وهي: الحادي عشر، والثاني عشر، والثالث عشر، أو ليلتين لمن تعجل وهما: ليلة الحادي عشر والثاني عشر، وذكر البهوتي في شرحه على المنتهى قال: «وواجبات الحج ثمانيه وذكر منها (الْمَبِيتُ بِمِنًى) لَيَالِي أَيَّامِ التَّشْرِيقِ لِفِعْلِهِ ﷺ وَأَمْرِهِ بِهِ».
- وللفقهاء رأيان في المبيت بمنى في ليالي التشريق:

1. أنه سنة، وهو رأي الحنفية، فإنهم قالوا: المبيت بمنى ليلة الثامن من ذي الحجة سنة، وكذلك المبيت بمنى ليلتي الحادي عشر والثاني عشر من ذي الحجة سنة أيضا، فإن أقام بمنى لأجل الرمي فعل الأفضل، وإن تركه لا شيء عليه، ويكون مسيئا؛ لأن النبي ﷺ أرخص للعباس أن يبيت بمكة للسقاية.
2. أنه وواجب، وهو رأي الجمهور: وهو أن المبيت بمنى ليلتي التشريق واجب، فمن تركه كان عليه دم عند المالكية والشافعية.[23]

وعن عبد الله بن عمر  قال: "استأذن العباس بن عبد المطلب رسول الله ﷺ أن يبيت بمكة ليالي منى من أجل سقايته، فأذن له، قال الحافظ ابن حجر: في الحديث دليلٌ على وجوب المبيت بمنًى، وأنه من مناسك الحج، وأن الإذن وقَع للعلة المذكورة وإذا لم توجد لم يحصل الإذن.

### طواف الوداع
إذا أراد الحجاج الخروج من مكة وجب عليهم أن يطوفوا بالبيت طواف الوداع ليكون آخر عهدهم بالبيت إلا الحائض والنفساء فلا وداع عليهما، لحديث ابن عباس قال: «أمر الناس أن يكون آخر عهدهم بالبيت إلا أنه خفف عن المرأة الحائض»، ولقوله ﷺ:«لا ينفرن أحد حتى يكون آخر عهده بالبيت»، فإذا فرغ من توديع البيت وأراد الخروج من المسجد مضى على وجهه حتى يخرج ولا يمشي القهقرى لأن ذلك لم ينقل عن النبي ﷺ ولا عن أصحابه.

## حكم تركها
من ترك واجباً من هذه الواجبات فعليه دم (ذبح شاه) جزاء، لا يأكل منه، ولا يهدي، ولكن يتصدق.
من ترك الرمي أيام التشريق كلها عليه دم، ومن ترك المبيت بمنى أيام التشريق كلها عليه دم، ومن ترك بعضاً من ذلك فعليه أن يتصدق بما دون ذلك.

## أنظر أيضاً
- سنن الحج
- الحج في الإسلام